# 仙台ベルフィーユ
仙台ベルフィーユ（せんだいベルフィーユ）は、かつて宮城県仙台市に拠点を置いていた女子バレーボールクラブチームである。

## 概要
2011年（平成23年）6月に運営資金不足で活動を休止した四国Eighty 8 Queenが、香川県高松市から仙台市への本拠地移転およびチーム名を変更する形で、同年7月に仙台ベルフィーユとして活動を再開した。運営母体は非営利活動法人エイティーエイツバレーボールクラブ、運営会社は株式会社トゥエルヴ。前身から引き継ぐ形で2011-12シーズンよりチャレンジリーグに参加する。
ベルフィーユ（Belle Fille）は英語のbell（鈴）とフランス語のbelle fille（美しい乙女）の造語で、トゥエルヴ社長、当チーム監督（当時）の米田一典がかつて指導していた日立ベルフィーユの名にあやかり、強豪の復活と東日本大震災からの復興の願いをこめた名称である。
四国Eighty 8 Queenと同様に地域密着を掲げ、複数のスポンサー企業から資金を募り、選手の雇用を確保してもらう運営形態である。専用体育館はもたず、富谷スポーツセンター（宮城県富谷市）を練習場としている。
2011年12月10日に2011-12シーズンのVチャレンジリーグ開幕戦（対PFUブルーキャッツ）が、宮城県の多賀城市総合体育館で行われた。
2012年2月14日、運営協力および地域密着活動の推進を目的に、地元自治体や報道機関、関連団体などにより「仙台ベルフィーユ協議会」が設立された。
2013年にゼビオアリーナ仙台で初めて試合を行った。
2017年5月24日、地元地方紙がベルフィーユの経営難について報道。それによれば「運営会社が年間1,000万の赤字を計上して経営が行き詰まった」としている。翌月、Vリーグ機構から退社勧告を受けたが、チーム保有団体であるNPO法人仙台ベルフィーユは業務改善関係の資料を機構側に提出、スポンサーを40社に増加、運営会社の負債もスポンサーが補うなど改善策を提出したが、Vリーグ機構が「不明瞭」と認めず6月23日、Vリーグ機構からの脱退が決定し、チームは解散が決定した。
2017年7月31日、ヴィクトリーナ姫路へチーム譲渡がなされると報道され、8月1日Vリーグ機構が正式発表した。しかし8月10日にVリーグ機構は「チーム譲渡の要件を満たしていない」と声明を出し、チーム譲渡は幻に終わった。
2018年には関係者らによりリガーレ仙台が設立された。

## 歴史
- 2011年7月25日 - 日本バレーボールリーグ機構理事会において、仙台ベルフィーユ発足が承認[13]
- 2012年2月14日 - 仙台ベルフィーユサポート協議会が設立
- 2012年2月26日 - 当チーム部長兼総監督の米田一典が死去[14][15][16]
- 2012年4月 - 2012-13シーズンより監督に諸隈英人が就任
- 2014年4月24日 - 諸隈監督に代わって、2014-15シーズン監督に元女子日本代表監督の葛和伸元が就任
- 2017年6月 - 運営会社の経営難・事業停止等によりVリーグ機構から退社勧告を受けリーグから脱退、チーム解散。
- 2017年8月1日 - チームをヴィクトリーナ姫路へ譲渡。
- 2017年8月10日 - チーム譲渡が取り消し。

## 成績

### 主な成績
チャレンジリーグ、チャレンジリーグI
- 優勝　なし
- 準優勝　なし

### 年度別成績
| 大会名               | 大会名          | 順位 | 参加チーム数 | 試合数 | 勝 | 敗 |
| -------------------- | --------------- | ---- | ------------ | ------ | -- | -- |
| V・チャレンジリーグ  | 2011/12シーズン | 9位  | 12チーム     | 22     | 6  | 16 |
| V・チャレンジリーグ  | 2012/13シーズン | 6位  | 10チーム     | 18     | 8  | 10 |
| V・チャレンジリーグ  | 2013/14シーズン | 6位  | 10チーム     | 18     | 7  | 11 |
| V・チャレンジリーグ  | 2014/15シーズン | 6位  | 10チーム     | 18     | 7  | 11 |
| V・チャレンジリーグI | 2015/16シーズン | 4位  | 8チーム      | 21     | 10 | 11 |
| V・チャレンジリーグI | 2016/17シーズン | 4位  | 8チーム      | 21     | 8  | 13 |

## 選手・スタッフ

### 選手
2017年6月の活動休止時のメンバーは下記の通り
| 背番号 | 名前       | シャツネーム | 国籍 | P  | 備考       | 進路・移籍先                          |
| ------ | ---------- | ------------ | ---- | -- | ---------- | ------------------------------------- |
| 1      | 井上実咲   | MISAKI       | 日本 | MB |            | JAぎふリオレーナ                      |
| 2      | 雨堤みなみ | MINAMI       | 日本 | WS |            | 引退                                  |
| 3      | 高橋咲妃恵 | SAKIE        | 日本 | WS |            | ヴィクトリーナ姫路                    |
| 4      | 堀崎智恵美 | HORISAKI     | 日本 | WS |            | 引退                                  |
| 5      | 馬場ゆりか | YURIKA       | 日本 | L  |            | KUROBEアクアフェアリーズ              |
| 6      | 荻野雅子   | MASAKO       | 日本 | WS |            | 引退                                  |
| 7      | 渡邉和香里 | AKARI        | 日本 | S  |            | 引退                                  |
| 8      | 中野清香   | SAYA         | 日本 | WS |            | 引退                                  |
| 9      | 笹山みなみ | S.MINAMI     | 日本 | S  |            | 引退                                  |
| 10     | 梅津結子   | YUKO         | 日本 | MB |            | 引退                                  |
| 11     | 渡邊彩     | AYA          | 日本 | MB | キャプテン | トヨタ車体クインシーズ                |
| 12     | 中田唯香   | YUIKA        | 日本 | WS |            | 大野石油広島オイラーズ                |
| 14     | 宮田奈美   | NAMI         | 日本 | MB |            | 引退                                  |
| 15     | 舛田紗淑   | SAYO         | 日本 | WS |            | KUROBEアクアフェアリーズ              |
| 16     | 松尾奈津子 | NATSUKO      | 日本 | S  |            | 山梨中央銀行                          |
| 17     | 津賀菜緒   | NAO          | 日本 | WS |            | PFUブルーキャッツ                     |
| 18     | 堀井有蘭   | URAN         | 日本 | MB |            | 日立リヴァーレ                        |
| 19     | 濱邊優愛   | YUA          | 日本 | MB |            | ヴィクトリーナ姫路                    |
| 20     | 川尻彩香   | AYAKA        | 日本 | WS |            | 引退（現在A-Light所属のモデルに転身） |

### スタッフ
2017年6月の活動休止時のメンバーは下記の通り
| 役職         | 名前       | 国籍 | 備考 | 進路・移籍先       |
| ------------ | ---------- | ---- | ---- | ------------------ |
| 部長         | 松原一敏   | 日本 |      |                    |
| 副部長       | 荒谷敏     | 日本 |      |                    |
| 監督         | 葛和伸元   | 日本 |      |                    |
| コーチ       | 渡辺将嵩   | 日本 |      |                    |
| 事務局長     | 高橋宗和   | 日本 |      |                    |
| 事務局       | 松原一敏   | 日本 |      |                    |
| 事務局       | 田崎愛果   | 日本 |      |                    |
| トレーナー   | 星芳美     | 日本 |      |                    |
| トレーナー   | 富岡由紀子 | 日本 |      |                    |
| アナリスト   | 藤原拓司   | 日本 |      |                    |
| マネージャー | 逆瀬川由衣 | 日本 |      | ヴィクトリーナ姫路 |

## 在籍していた主な選手
- 高橋潤子
- 板橋恵
- 大須賀咲香
- 木村沙織
- 大宮里美
- 上村麻衣
- 大内世莉香